# De Roode Poort

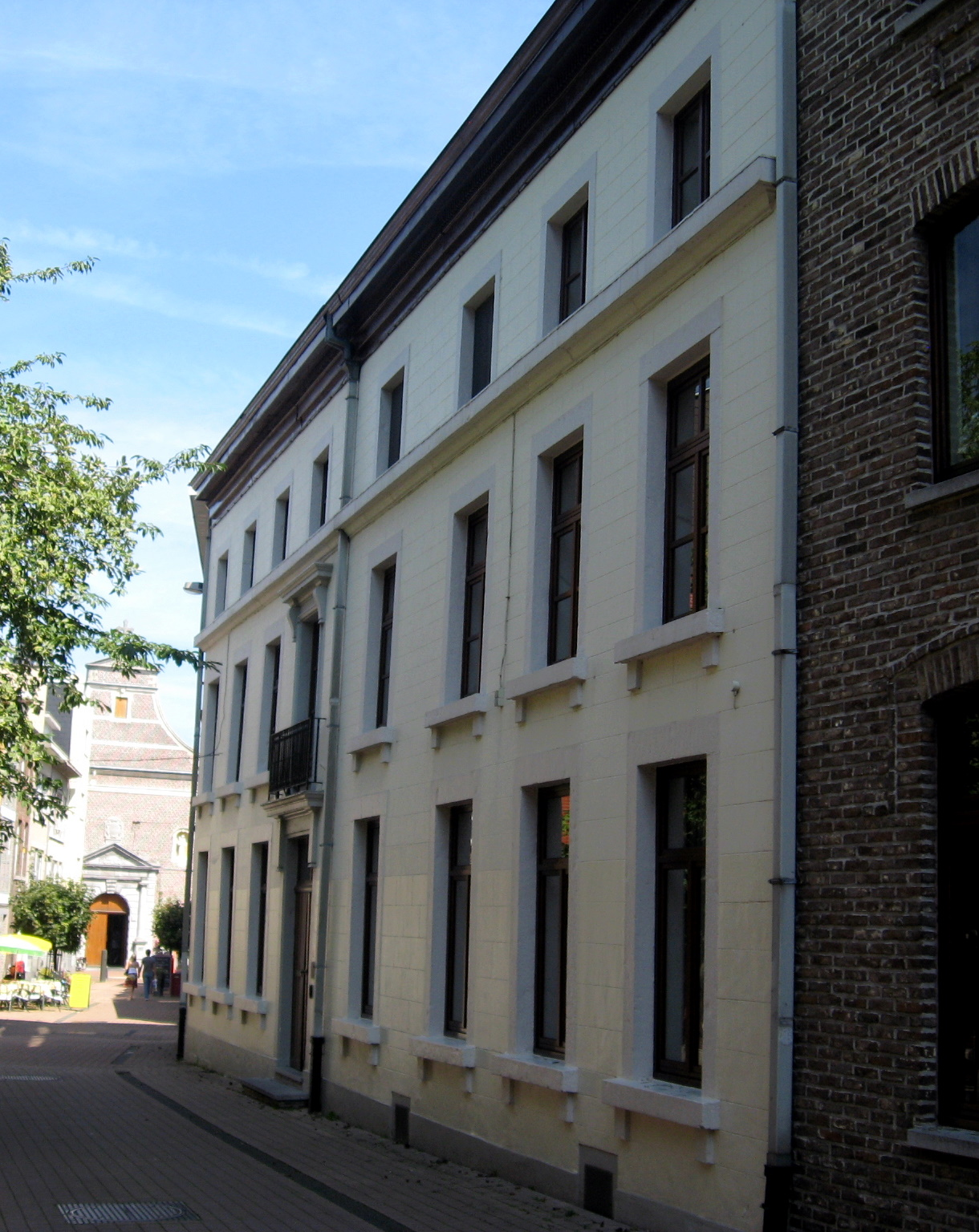
De Roode Poort

De Roode Poort is een herenhuis aan Schrijnwerkersstraat 7 te Hasselt.

## Geschiedenis
De kern van het huis stamt uit 1770. Het huis werd gebouwd op de plaats van een ouder, 17e-eeuws, pand in opdracht van Adam V Stellingwerff, schepen van de Hoge Raad van het Prinsbisdom Luik. In 1879 werd het pand eigendom van de Zusters Ursulinen. Gedurende de 19e eeuw werden ook enkele toevoegingen gedaan, zoals de bovenverdieping in de eerste heft, en het balkon in de tweede helft van de 19e eeuw.
Het is een huis van acht traveeën, met de sobere ingangspartij in het vierde travee, zodat geen volledige symmetrie kon ontstaan.
In 1980 werd het huis beschermd als monument.